# Gabriela Cé
Gabriela Vianna Cé (Porto Alegre, 3 maart 1993) is een tennisspeelster uit Brazilië. Haar favoriete ondergrond is gravel. Zij speelt linkshandig en heeft een tweehandige backhand.

## Loopbaan

### Enkelspel
Cé debuteerde in 2008 op het ITF-toernooi van Curitiba (Brazilië). Zij stond in 2011 voor het eerst in een finale, op het ITF-toernooi van Salvador (Brazilië) – zij verloor van de Ecuadoraanse Doménica González. In 2012 veroverde Cé haar eerste titel, op het ITF-toernooi van Ribeirão Preto (Brazilië), door de Zuid-Afrikaanse Natasha Fourouclas te verslaan. Tot op hedenjuli 2016 won zij acht ITF-titels, de meest recente in 2014 in Campos do Jordão (Brazilië).
In 2014 speelde Cé voor het eerst op een WTA-hoofdtoernooi, op het toernooi van Florianópolis. Haar tot nog toe beste resultaat op de WTA-toernooien is het bereiken van de kwartfinale, op het toernooi van Florianópolis in 2015 na het verslaan van de Nederlandse Cindy Burger en het achtste reekshoofd Paula Kania.

### Dubbelspel
Cé debuteerde in 2008 op het ITF-toernooi van Curitiba (Brazilië), samen met landgenote Fernanda Amaral. Zij stond in 2010 voor het eerst in een finale, op het ITF-toernooi van Itu (Brazilië), samen met landgenote Vivian Segnini – hier veroverde zij haar eerste titel, door het Braziliaanse duo Flávia Dechandt Araújo en Carla Forte te verslaan. Tot op hedenjuli 2016 won zij negen ITF-titels, de meest recente in 2016 in Naples (VS).
In 2015 speelde Cé voor het eerst op een WTA-hoofdtoernooi, op het toernooi van Rio de Janeiro, samen met landgenote Paula Cristina Gonçalves. Zij stond datzelfde jaar voor het eerst in een WTA-finale, op het toernooi van Carlsbad, samen met de Paraguayaanse Verónica Cepede Royg – hier veroverde zij haar eerste titel, door het koppel Oksana Kalasjnikova en Tatjana Maria te verslaan.

### Tennis in teamverband
Sinds 2014 vertegenwoordigt Cé Brazilië in de Fed Cup. Zij behaalde daarin een winst/verlies-balans van 5–2.

## Posities op deWTA-ranglijst
Positie per einde seizoen:
| jaar | rang enkelspel | rang dubbelspel |
| ---- | -------------- | --------------- |
| 2011 | 668            | 500             |
| 2012 | 431            | 403             |
| 2013 | 396            | 347             |
| 2014 | 225            | 332             |
| 2015 | 241            | 223             |

## Palmares
| Legenda                 |
| ----------------------- |
| Grandslamtoernooi       |
| Olympische Spelen       |
| Year-End Championships  |
| Premier Mandatory       |
| Premier Five / WTA 1000 |
| Premier / WTA 500       |
| International / WTA 250 |
| Challenger / WTA 125    |

### WTA-finaleplaatsen enkelspel
geen

### WTA-finaleplaatsen vrouwendubbelspel
| nr.              | finale     | toernooi     | ondergrond | partner              | tegenstandsters                   | score            |         |
| ---------------- | ---------- | ------------ | ---------- | -------------------- | --------------------------------- | ---------------- | ------- |
| gewonnen finales |            |              |            |                      |                                   |                  |         |
| 1.               | 2015-11-27 | WTA Carlsbad | hardcourt  | Verónica Cepede Royg | Oksana Kalasjnikova Tatjana Maria | 1-6, 6-4, [10-8] | details |
| verloren finales |            |              |            |                      |                                   |                  |         |
| 1.               | 2016-04-16 | WTA Bogota   | gravel     | Andrea Gámiz         | Lara Arruabarrena Tatjana Maria   | 2-6, 6-4, [8-10] | details |